# Đội tuyển Davis Cup Bangladesh
Đội tuyển Davis Cup Bangladesh đại diện Bangladesh ở giải đấu quần vợt Davis Cup và được quản lý bởi Liên đoàn quần vợt Bangladesh.

## Lịch sử
Bangladesh ra mắt ở Davis Cup 1986. Bangladesh vào đến bán kết 3 năm sau đó ở Davis Cup 1989 tổ chức ở Singapore. Bangladesh thua ở bán kết Nhóm II khu vực châu Á/Thái Bình Dương. Bangladesh đăng cai Davis Cup 1998 tại Dhaka có 8 quốc gia tham dự bao gồm Bangladesh, Bahrain, Iraq, Thái Bình Dương, và Brunei. Đội Bangladesh xếp thứ hai trong cấp nhóm. Vận động viên trẻ nhất tham gia Davis Cup đến từ Bangladesh có tên là Mohammed-Akhtar Hossain. Anh được 13 tuổi và 326 ngày khi thi đấu với Myanmar năm 2003.

## Đội hình hiện tại
- Shibu Lal
- Sree-Amol Roy
- Ranjan Ram
- Sree Biplob Ram